# Atlas (odrůda jablek)

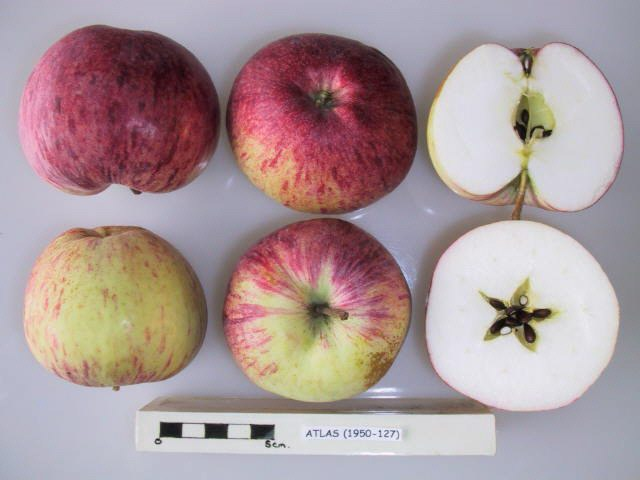
Odrůda jablka Atlas

Atlas (Malus domestica 'Atlas') je ovocný strom, kultivar druhu jabloň domácí z čeledi růžovitých. Plody jsou řazeny mezi odrůdy letních jablek, dozrává v červenci až srpnu, při přezrání rychle moučnatí.

## Historie

### Původ
Byla zaregistrována firmou Sempra Praha v ČR v roce 2005. Odrůda vznikla zkřížením odrůd ‘Red Melba‘ a ‘James Grieve Red‘. Byla vyšlechtěna v ŠS Těchobuzice, v roce 2004.

### Homonymum
Odrůda stejného jména byla zavedena v Ontariu v Kanadě v roce 1924 (1947). Jednalo se o semenáč odrůdy 'Evino' (syn. 'Mank's Codlin' nebo 'Winter ST. Lawrence'). V Česku se pěstovala po II. sv. válce v pokusných výsadbách.

## Vlastnosti

### Růst
Růst střední až bujný. Odrůda vytváří rozložité koruny. Větve vyholují plodonosný obrost, koruna během vegetace zahušťuje. Řez je nezbytný, zejména letní řez. Plodonosný obrost je na krátkých letorostech.

### Plodnost
Plodí středně pozdně, poměrně mnoho, probírka je nutná.

## Plod
Plod kulatý až kuželovitý, velký. Slupka hladká, bělavě žluté zbarvení je překryto narůžovělou červení. Dužnina je nažloutlá, navinulá. 

## Choroby a škůdci
Odrůda je středně napadána významnými škůdci a chorobami.

## Použití
Je vhodná k přímému konzumu.